# Nikon de Radonège
Nikon de Radonège né en 1352 à Iouriev-Polski et mort le 17 novembre 1426 à Serguiev Possad, était abbé de la laure de la Trinité-Saint-Serge et disciple de son fondateur, Serge de Radonège. Il est vénéré comme un saint par les Églises orthodoxes. Le nom laïc ainsi que l'année de ses vœux monastiques demeurent inconnus.

## Biographie
Nikon suit l'enseignement de Serge de Radonège puis est disciple du moine Athanase. Il vit dans d'autres monastères et est ordonné hiéromoine, puis retourne au monastère de la Sainte Trinité à Serguiev Possad et est choisi par Serge pour lui succéder. Il poursuit le travail de son maître, en conservant la règle développée par le saint. Il continue les travaux de construction du monastère. Le 5 juin 1422, il conduit le transfert des reliques de Saint-Serge de Radonège en la cathédrale de la Trinité. Quatre ans plus tard, il meurt et est enterré à côté des reliques de son maître.